# Mártires (Misiones)

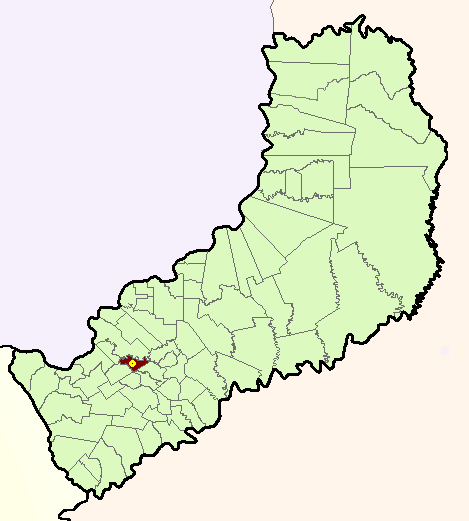
Área del municipio de Mártires en la Provincia de Misiones.

Mártires es un municipio argentino de la provincia de Misiones, ubicado dentro del Departamento Candelaria. 
Se ubica a 27° 26' Lat. Sur y 55° 23' Long. Oeste.
El municipio cuenta con una población de 1.135 habitantes (censo año 2001, INDEC), frente a los 832 del mismo censo en 1991.
SALUD

El Municipio de Mártires pertenece al ÁREA PROGRAMÁTICA X, junto a los Municipio de:
Oberá – Campo Ramón – Campo Viera – Colonia Alberdi – General Alvear – Guaraní – Los Helechos – Panambí – San Martín
Coordinado por: ZONA CENTRO URUGUAY
Director Ejecutivo: Dr. Horacio Alberto Mielniczuk
Contacto: 03755-421111 (Centrex 1011/ 1026) 
Responsable: Sra. Mirta Dolly Breard.
 Datos de la Municipalidad:
Ubicación: lote 47 MZ 16
CodPOstal: 3318 
Telèfono: 03755 34-3511